# Per Olof Sundman
Per Olof "PO" Sundman, född 4 september 1922 i Vaxholm, Stockholms län, död 9 oktober 1992 i Stockholm, var en svensk författare, politiker (Centerpartiet) och ledamot av Svenska Akademien (stol nr 6).

## Allmänt
Sundman drev hotellrörelse i Jämtland 1949–63 och var kommunalnämndsordförande i Frostvikens kommun 1959–63. Han var landstingsman i Stockholms län och stadsfullmäktig i Vaxholm 1967–69, riksdagsman för centerpartiet 1969–80 (vice ordförande i kulturutskottet 1976–80) och svensk delegat i Nordiska rådet 1969–80.
Sundman var styrelseledamot i Sveriges författarförbund 1963–76 och i Sveriges författarfond 1965–85. Han var ledamot av radionämnden 1967–76 och av 1968 års litteraturutredning. Från 1969 tillhörde han Föreningen Nordens centralstyrelse och var från 1976 styrelseledamot i Sveriges radio.
Som författare var han erkänd både i Sverige och internationellt och var under en period Sveriges mest översatta författare. Han belönades bl.a. med Nordiska rådets litteraturpris och Litteraturfrämjandets stora romanpris. 1975 blev han invald som ledamot i Svenska Akademien på stol 6. Sundman blev landstingsman för Centerpartiet i Stockholms läns landsting och stadsfullmäktig i Vaxholm 1967–1969. Han var riksdagsledamot för Centerpartiet 1969–80 för Stockholms läns valkrets. Per Olof Sundman, född och uppväxt i Vaxholm. Senare hotellvärd i den jämtländska fjällbyn Jormlien. Återvände 1963 till Vaxholm där han blev politiskt aktiv i centerpartiet, som han representerade i riksdagen 1969–1979. Han debuterade som författare 1957. Storhetstiden inföll under 1960-talet då han gav ut en rad mycket uppmärksammade dokumentärromaner, skrivna i en sakligt registrerande stil som överlämnar de moraliska domarna åt läsaren.
Lotta Lotass, ledamot av Svenska akademin, beskrev 2010:
Genom Per Olof Sundmans hela författarskap går ett stråk av gåtfullhet, av ovetbarhet. Något fördolt, något oupptäckt tycks ständigt vänta under ytan och detta något ger åt texterna en säregen, mörk och intensiv spänning. Sundmans berättelser är förtätade och koncentrerade. Aktörerna är fåordiga och tillbakahållna. Spelplatserna är ofta ödsliga landskap där de svårframkomliga scenerierna tycks svara mot outforskade rymder inuti människan. En särskild karghet genomsyrar såväl språk som miljöer och gestalter. I själva historiernas kärna vilar också ofta ett slags outsagt dunkel. Det handlar alltsomoftast om försvinnanden, brott, umbäranden av skilda slag, om olösta gåtor.

## Biografi
Per Olof Sundman föddes den 4 september 1922 i Vaxholm, och döptes i Gustav Vasa församling i Stockholm. Föräldrarna var då bosatta vid Luntmakargatan, och använde faderns fädernehus i Vaxholm som sommarnöje. När fadern, som var grosshandlare, dog var Sundman knappt två år. År 1924 flyttade han med mor och syster till morbrodern, Olof Rosmark, i Åtvidaberg. (Rosmark blev sedermera chef för Sveriges oljekonsumenters riksförbund, OK.) Sundman talade någon gång om sina relationer till morbrodern, som han under uppväxten hade följt på resor ute i landet till OK:s lokala organisationer. Själv gjorde han gällande att det var vid en av dessa resor som han hade fascinerats av Norrlands vidder och fjäll (vilket inspirerade Sundman att tillsammans med en kamrat 1939 göra en cykelfärd genom Norrland och Nordnorge upp till Norra ishavet och Kirkenes.)
1929 flyttade familjen åter till Stockholm och den då sjuårige Per Olof Sundman började på Katarina södra folkskola och därefter Katarina realskola. Skolarbetet sköttes bristfälligt och realexamen avlade Sundman aldrig. Han bytte därefter mellan olika skolor med klena resultat. Han gav upp och rymde hemifrån vilket förde honom till Finland och belägringen av Hangö 1941. Han var dock fortfarande omyndig, och hans förmyndare lät myndigheterna hämta hem honom. Sundman kallades sedermera in i värnplikten och genomförde sin tjänstgöring vid svenska marinens pressdetalj.
I november 1945 lämnade han Stockholm för vildmarken i de svenska fjällen och arbetade under en kortare tid som dräng hos ödemarksbönderna och samerna. Samtidigt lånade han en liten primitiv stuga utan el eller vatten. Här skall Sundman ha införskaffat sin första skrivmaskin. I augusti 1946, i samband med morbroderns död, återvände Sundman till Stockholm och arbetade under en kortare tid på kontor. Dragningen norrut fanns kvar och åren 1949–1963 drev Sundman ett fjällpensionat i Jormlien, i Frostvikens socken i nordligaste Jämtland. 1980 deltog han i den svenska arktiska expeditionen ombord på isbrytaren Ymer. Sundman skrev om detta:
Alltsedan jag var mycket ung – men ändå gammal nog att ha en hyggligt bra föreställning om världen – längtade jag efter att få göra en riktig färd mot norr – så långt mot norr som möjligt. Jo, jag längtade verkligen efter det. Jag vet inte varför. Jag cyklade mot norr – men man kan inte cykla längre än det finns vägar och fast mark under hjulen. Jag vandrade mot norr, jag bosatte mig i norr – så långt i norr som det var ekonomiskt och socialt möjligt för mig.
Sundman var samtidigt även verksam som kommunalpolitiker i Frostvikens kommun innan han flyttade tillbaka till Vaxholm, för att senare bosätta sig på Kungsholmen i Stockholm.

## Familj
Sundman var gift två gånger. 1948 ingicks äktenskap med Ulla Britt Sundman med vilken han fick sönerna Sverre och Dag Sundman. 1975 gifte han sig med Anna Karin Sundman, dotter till Sven B.F. Jansson, och paret fick sönerna Björn och Joar Sundman.

## Litterära verk
Sundman debuterade vid 35 års ålder med novellsamlingen Jägarna (1957), som utspelar sig i den jämtländska fjällbygden och behandlar konfliktsituationer där. Han blev under 1960-talet en – även internationellt – mycket uppmärksammad prosaist genom romaner som Skytten (1960), om en kommunalman som skjuter ihjäl en människa under en älgjakt, Expeditionen (1962) och Ingenjör Andrées luftfärd (1967). I romanen Expeditionen lämnar Sundman tillfälligt de nordliga nejderna. Han utgår här från Henry Stanleys expedition (1886–1889) för att rädda Emin Pascha. Romanen följer dock inte Stanley i spåren, Sundman har istället använt det autentiska materialet till en alltigenom fiktiv historia.
Sundman kände, som han själv skrivit, en stark dragning mot nordligare trakter. 1980 deltog han i den svenska arktiska expeditionen ombord på isbrytaren Ymer. 
Erfarenheter från resan återges i boken Ishav (1982). Han skrev också två reportageböcker från Lofoten, Människor vid hav (fotografier av Yngve Baum, 1966) samt Lofoten, sommar (1973). Sundmans stora intresse för de isländska sagorna kommer till uttryck i hans sista roman, Berättelsen om Såm (1977), där Hrafnkels saga ligger till grund för en berättelse om samtida liv på Island, en plats Sundman ofta besökte.
Ingenjör Andrées luftfärd blev Sundmans mest uppmärksammade roman och en stor internationell framgång. Boken skildrar S.A Andrées expedition till Nordpolen i vätgasballongen Örnen 1897. Under många år studerade Sundman dokument kring resan tills han i romanform kunde återge historien med närmast filmisk autenticitet. Birgitta Trotzig beskriver boken som ”…en storartad och fruktansvärd bok om illusioner, om självbedrägeriets mönster som leder till döden – en skildring där yttre och inre, individuell historia och kollektiva mönster virtuost smälter samman”. Lotta Lotass beskriver Sundmans huvudsakliga vinkel " ...det som först och främst intresserar Sundman är hjältebilden och hur denna bild kan fjättra den man som är dess ämne."  Romanen belönades med Nordiska Rådets litteraturpris och blev filmatiserad av Jan Troell 1982. Filmen blev Oscarnominerad och belönad under filmfestivalen i Venedig.
Sundman arbetade även länge på en bok om Alfred Nobel som dock aldrig blev utgiven.

## Berättarteknik
Miljöerna i Sundmans berättelser är ofta präglade av det nordjämtska landskap där han bosatte sig 1949. Hans berättarteknik, med ett stramt, återhållet, precist språk, har jämförts med Ernest Hemingway och den isländska sagan (Sundmans roman Berättelsen om Såm (1977) är för övrigt en omdiktning av den isländska sagan om Hrafnkel Freysgode från 900-talet i nutida isländsk miljö) och har klara likheter med den franska riktningen "Le Nouveau Roman". Med sin berättarteknik uttrycker Sundman åsikten att man inte kan veta något om andra människors känslor. I essän ”Kommentarer kring en teknik”, i BLM 1963, redogör Sundman själv för sin berättarteknik, i liknande ordalag: "Grunden i min teknik är blott detta: jag låter berättandet stanna vid yttre händelseförlopp, jag ägnar mig inte åt psykologiserande konstruktioner av inre förlopp hos mina diktade människor. Denna restriktiva hållning är naturlig för mig."
I Terrängbeskrivning utforskar litteraturvetaren Johanna Lundström Sundmans egenartade berättarkonst. Studien belyser det tema som är återkommande i Sundmans verk: medmänniskan och gemenskapens problematik.

## Högerextremismen
År 1995 presenterade journalisten Jonas Fogelqvist i tidningen Arbetaren att Sundman under 1930-, och 40-talet var registrerad medlem i den nazistiska ungdomsorganisationen Nordisk Ungdom (NU). Detta var tidigare okänt och rönte uppmärksamhet i ljuset av hans senare medlemskap i Svenska Akademin och att han varit riksdagsledamot. Hans medlemskap i NU sträckte sig från 1938, då han var 16 år, och enligt egen utsaga fram till ungefär krigsslutet 1945 då han var 23 år. Under denna period var han även med och värvade svenskar till Waffen-SS och medlem i Helsingborgsgruppen Fosterländsk Enad Ungdom. Sundmans påstod senare att han övergav nationalsocialismen när han blev övertyg om de judiska koncentrationslägren. Om Sundmans relation till ungdomen skrev journalisten Per Svensson 1998 i sin bok Frostviken.
Sundman själv kommenterade sällan sitt politiska engagemang under tonåren. I ett brev till författaren och akademiledamoten Lars Gyllensten från den 20 maj 1971 avslutar Sundman överslätande:
Sen gymnasiet under trettiotalet var jag först kommunist och därefter nazist - bäst formulerat: gymnasist. Det gav mig en läxa. Jag utvecklades till en högre grad av klarhet och blev i sinom tid "liberal" i detta ords bättre och därmed mera svårförklarliga mening. Men ungdomsupplevelserna har kanske eller troligen vidgat min känslighet. Det bruna eller rödbruna har en lukt som jag lätt känner igen. Det väsentligaste är en antiintellektuell attityd och en envis föreställning att man representerar "folket", en "folkvilja", en diffus "folksjäl". Och en dogmatisk ovilja att resonera, ta sakskäl.